# Indigofera emmae
Indigofera emmae är en ärtväxtart som beskrevs av De Kort och G.Thijsse. Indigofera emmae ingår i släktet indigosläktet, och familjen ärtväxter. Inga underarter finns listade i Catalogue of Life.